# Ohiobrug
De Ohiobrug is een brug over de Schelde in de Belgische stad Oudenaarde. De brug is een onderdeel van de Ohiostraat (N441) tussen de dorpscentra van Eine en Nederename. De brug wordt gekenmerkt door vier bizonbeelden met bronzen gedenkplaten.

## Geschiedenis
Vóór de Eerste Wereldoorlog verbond een stalen brug over de Schelde Eine met Nederename. Deze brug werd in 1881 ingehuldigd door burgemeester Achilles Van der Straeten. Tijdens de Eerste Wereldoorlog werd de brug in 1914 opgeblazen door het Belgisch leger om de Duitse aanval te vertragen.
Na hun doorbraak in 1914 trokken de Duitsers vrij spoedig een houten noodbrug op, die door hen werd vernietigd in oktober 1918 om de laatste geallieerde opmars voor de Schelde te stuiten.
Begin november 1918, tijdens de Slag aan de Schelde, bereikte het geallieerde tegenoffensief de Schelde. Ter hoogte van de Ohiobrug zorgde de Franse genie toen voor het materieel, terwijl gelijkwaardige eenheden van de Amerikaanse 37th Division American Expeditionary Force (A.E.F.) een tijdelijke pontonbrug bouwden, waarvan het middelste stuk telkens moest worden weggetrokken om de doorvaart van de schepen toe te laten.
De brug werd herbouwd in 1928 en was de eerste brug in spanbeton in België. Ze werd geschonken door de Amerikaanse staat Ohio ter nagedachtenis aan Slag aan de Schelde. Op de Ohiobrug werden vier beelden van Amerikaanse bizons geplaatst.
In het begin van de Tweede Wereldoorlog werd in mei 1940 de brug door de Britse genie opgeblazen. Er werd een tijdelijke noodbrug opgetrokken. In 1954 ontwierp men een nieuwe brug die geschikt was voor binnenschepen tot 300 ton en sterk leek op de vorige, maar breder was en een draagwijdte had van 37 meter. De bizons werden teruggeplaatst.
In 1982 werd, bij de verbreding en rechttrekking van de Schelde voor schepen tot 3000 ton, ook deze Ohiobrug gesloopt en vervangen door een standaardontwerp. De vier bizons die de leuningen sierden, zijn bewaard gebleven en flankeren nu de toegangsweg naar de brug. Op de oorspronkelijke brug stonden de vier bizons in aanvalshouding met de koppen naar elkaar toe. Nu staan ze op 250 meter van elkaar en met de achterkant naar elkaar gericht. Historisch gezien is dit onjuist. In 2011 werden de bizonbeelden en gedenkplaten van de Ohiobrug beschermd.

## 'Bisonbrug' in Brugge
Ook in Brugge is een brug met bizonbeelden, de Canadabrug. Ook deze bizons zijn verbonden met de oorlog, in dit geval de Tweede Wereldoorlog.

## Afbeeldingen

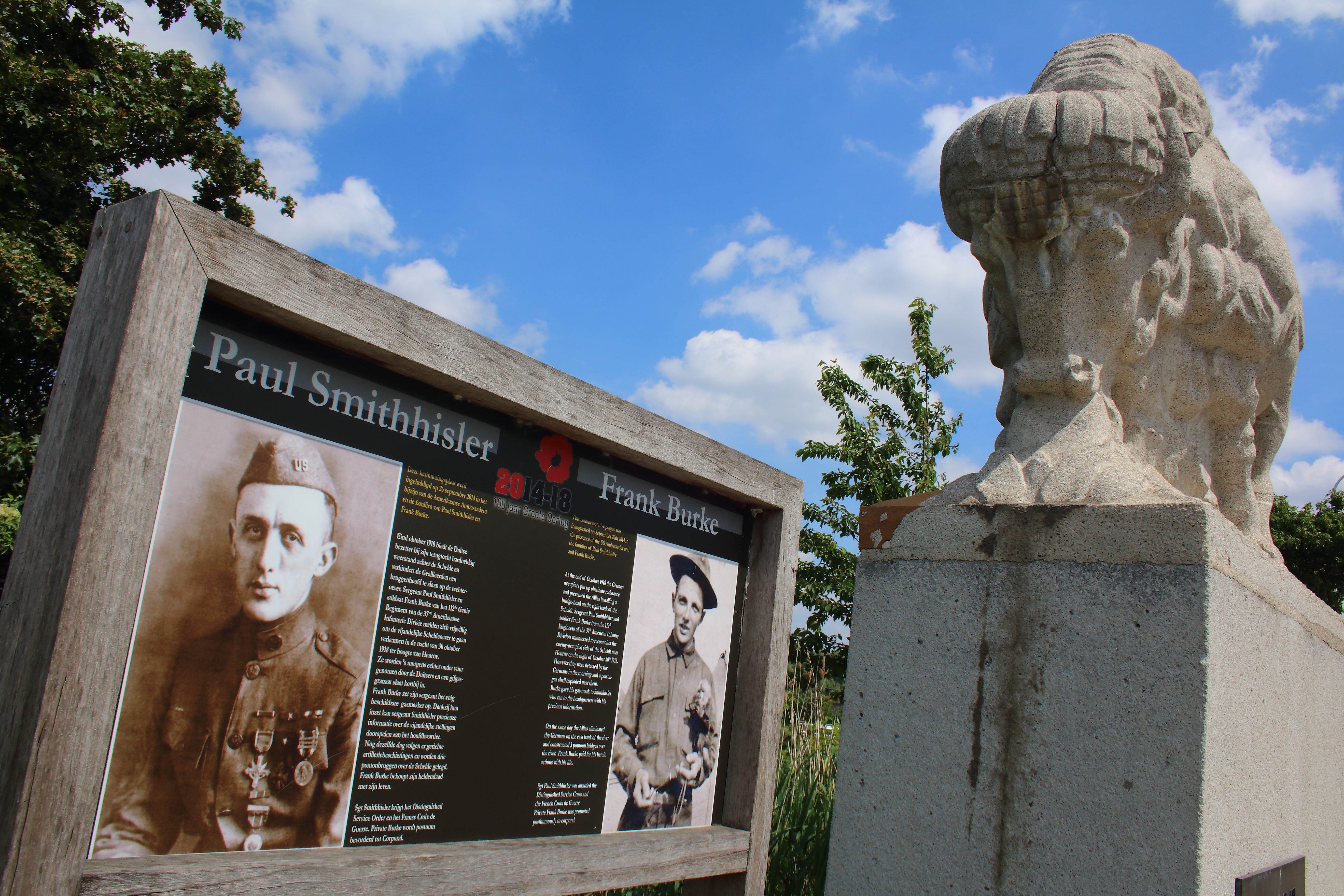
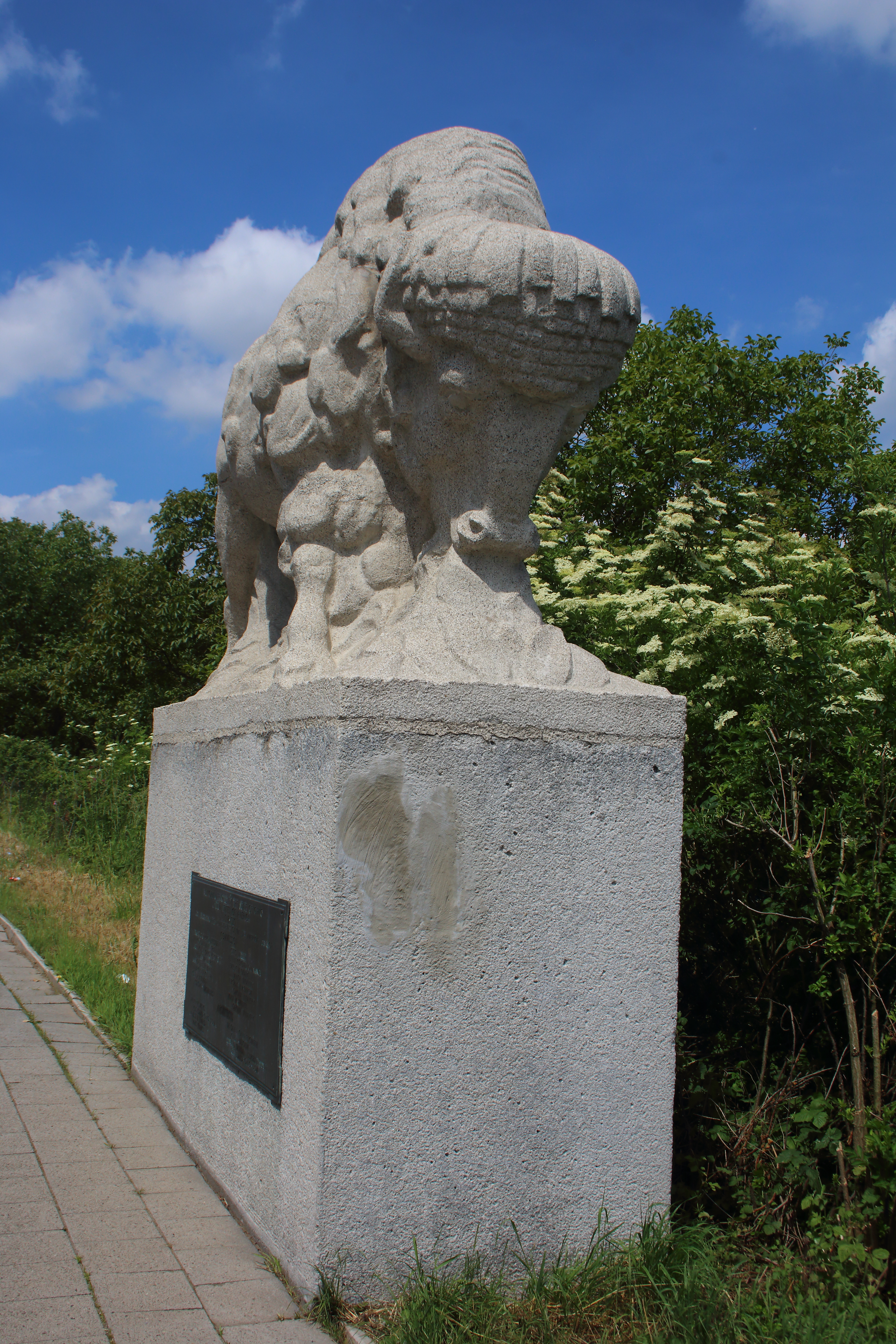